# Диспетчер грузоперевозок
Диспетчер грузоперевозок — работник в сфере логистики, который полностью координирует перемещение дальнобойщика и его груза из точки А в точку B.
Диспетчер траков ищет для дальнобойщика самый высокооплачиваемый груз через брокера, на минимальное расстояние перевозки, проводит переговоры между брокером и водителем, согласуя условия поставки груза и ценовую политику.
Как только сделка завершена, товар отправляют в путь. Диспетчер обязан отслеживать движение транспортного средства с принятым грузом, помогать водителю решать все возникающие вопросы в дороге, учитывать интервалы на отдых дальнобойщика и передавать ему всю сопутствующую информацию по поставке, во время передвижения.
Работа диспетчера считается выполненной после того, как груз благополучно достиг пункта назначения. Тогда он получает свой процент от оформленной сделки. Рабочий процесс состоит из приёма звонков, ведения переговоров, заполнения документов и переписок, в течение всей рабочей смены, при этом график и количество часов занятости можно выбрать самостоятельно.
Последние данные переписи в США от 2020 года показали, что сегодня в грузоперевозках по стране занято 3,5 миллиона водителей грузовиков. Чтобы их работа проходила гладко и бесперебойно, им в этом помогают диспетчеры траков.

## Рабочие обязанности
Ниже приведены рабочие обязанности диспетчера:
- поиск самых выгодных грузов для водителя: тех, что максимально высоко оплачиваются на минимальное расстояние передвижения, чтобы свести к минимуму число водителей и грузовиков на дорогах. Это даёт возможность компании, в которой работает диспетчер, получить максимальную прибыль от сделки, а ему — максимальный процент;
- отслеживание погодных условий во всех точках передвижения водителя для того, чтобы обеспечить ему комфортные условия для передвижения;
- коррекция маршрута водителя;
- поиск самых простых путей доставки груза, согласование тарифов с клиентом, а также оформление специальных документов и разрешений, которые нужны дальнобойщику на перевозку товара;
- учёт и проверка ежедневных журналов водителя, проверка его часов работы, интервалов для отдыха, проверка состояния его трака, эффективности, производительности труда;
- учёт состояния здоровья водителя и отслеживание часов его работы для большей эффективности;
- мониторинг поставок;
- решение вопросов, связанных с жалобами клиентов;
- отслеживание safety — рейтинга водителя.

## Зарплата
По данным Бюро статистики труда в США (BLS), общая занятость населения, несмотря на пандемию, выросла на 943 000 в июле, а уровень безработицы снизился на 0,5 процентного пункта до 5,4 процента. Транспорт и складирование добавили 50 000 рабочих мест в июле, в отрасли восстановлено 92,9 процента утраченных рабочих мест во время рецессии в феврале-апреле 2020 года. Средняя почасовая оплата для представителей службы поддержки клиентов (в том числе и трак диспетчеров) составила 17,23 доллара в мае 2020 года. Если говорить о сфере диспетчинга, в среднем один специалист обслуживает от 3-5 траков одновременно. Каждый трак приносит доход — около 1000 долларов в месяц. Самые востребованные профессионалы в траковой сфере могут зарабатывать до 35 долларов в час, а в год — более 70 тыс. долларов США.

## Образование и опыт работы
Высшего образования профессия не требует, однако фирмы могут потребовать свидетельство об окончании средней школы «General Educational Development». Преимуществом является дополнительное образование на специальных аккредитованных курсах или навыки в сфере логистики.

## Опыт диспетчера траков
Необходимый опыт работы — от одного года до трёх лет. Часто отдаётся предпочтение специалисту, который знает основные правила безопасности и положения Департамента транспорта США.
Также профессия диспетчера предполагает регулярное тестирование на наличие наркотиков в организме, поскольку эту деятельность регулирует Министерство труда США.
Многие диспетчеры имеют высшее образование в области логистики.

## Перспективы
Согласно прогнозам Американской ассоциации грузоперевозок (ATA), объём грузовых перевозок вырастет на 36 % в период с 2020 по 2031 год. Спрос на товары из США и внешнюю торговлю тоже растёт, что является стабильным гарантом востребованности профессии диспетчера на ближайшие 10 лет.
Часто профессию диспетчера называют ступенькой на путь руководящей должности внутри компании или же к открытию собственного бизнеса в США.